# ميكي بابل
ميكي بابل (بالألمانية: Meike Babel) مواليد 22 نوفمبر 1974 في هسن، ألمانيا، هي لاعبة كرة مضرب ألمانية سابقة بدأت مسيرتها كمحترفة سنة 1991 وكانت تلعب باليد اليمنى، اعتزلت اللعب في 2000. وصلت إلى المركز 27 في الفردي. حاليا هي مدربة مساعدة في جامعة فاندربيلت.

## روابط خارجية
- ميكي بابل على موقع رابطة محترفات التنس (الإنجليزية)
- ميكي بابل على موقع الاتحاد الدولي لكرة المضرب (الإنجليزية)
- ميكي بابل على موقع كأس بيلي جين كينغ (الإنجليزية)
- ميكي بابل على موقع خلاصة التنس.كوم (الإنجليزية)
- ميكي بابل على موقع إي إس بي إن.كوم (الإنجليزية)